# Comté de Loudon
Pour les articles homonymes, voir Loudon.
Le comté de Loudon est un comté de l'État du Tennessee, aux États-Unis, fondé en 1870. Son siège est situé à Loudon et sa population au recensement de 2010 était de 48 556 habitants.